# Dolinska pregrada (grad)
Dolinska pregrada (v Švici tudi: Letzi ) se imenuje sistem ali tip gradu, namen katerega je bil nadzorovati in braniti prehod skozi dolino.

## Opis
Dolinske pregrade so navadno sestavljene iz:
- gradu na hribu ali pobočnega bradu ob straneh doline ali na visokem položaju na obeh straneh doline ter
- obzidja, po možnosti v kombinaciji z obrambnimi stolpi, po dolini, ki je popolnoma blokiral dolino. Ker so ti objekti običajno izkoriščali prednosti doline, sodijo v kategorijo nižinskih gradov.

Z združevanjem elementov višinskega in nižinskega gradu, dolinsko pregrado uvrstimo v eno od obeh kategorij.
Obzidje je bilo pogosto v kombinaciji in na nekaterih mestih z več kilometrov dolgimi jarki, kot je primer v Rothenthurmu. 
Dolinske pregrade so tudi v 19. stoletju še vedno obnavljali, kot na primer cestni zapori Chiusa in Buco di Vela.

## Namen
Raziskave se v vseh primerih ne strinjajo, da so dolinske pregrade dejansko služile kot obrambne utrdbe ali v nekaterih primerih kot razmejitev in morda da se ubranijo pred tatovi goveda. 
Gotovo je, da so dolinske pregrade služile tudi za uveljavitev »cestne prisile«, to je vožnje blaga po samo določeni cesti, in tako zagotovili prihodke za cestnino in vzdrževanje ceste. 

## Nekaj primerov
- Gradovi Bellinzone
- Grad Fernstein
- Burg Ehrenberg (Reutte)
- Grad Schlossberg (Seefeld)
- Grad Hohenwerfen
- Grad Mauterndorf

## Letzi
Švicarsko-nemška beseda Letzi prihaja iz srednje visoko nemške besede »letze« - ovira, branik ali mejna utrdba; za več glej Švicarski Idiotikon zvezek III, stolpec 1558 f., člen Letzi Bed. 1a (s komentarjem v stolpcu 1562). Celo zdaj imajo veliko krajev s toponimom Letzinen ali Letzimauern ali Letzitürme. Ostanki teh obrambnih struktur so še vedno vidni v številnih krajih.
Primeri Letzi v toponimov: Letzigasse v Zofingenu, Letzigraben in Letzistrasse v Zürichu, stadion Letzigrund v Zürichu.